# Колофонас
Коло́фонас (Колофанос, греч. Κολόφονας) — островок в Греции, в архипелаге Додеканес в юго-восточной части Эгейского моря. Расположен восточнее острова Халки и юго-западнее острова Алимья. Административно входит в общину Халки в периферийной единице Родос в периферии Южные Эгейские острова. Согласно переписи населения 2011 года, остров является необитаемым.
Это важное место для обитателей прибрежных скал и кустарников. Вызывающие озабоченность виды: чайка Одуэна (Larus audouinii) и славка Рюппеля (Sylvia rueppelli). Острова Халки, Айос-Теодорос, Колофонас, Пано-Прасуа, Маэлониси и другие скалистые островки между Халки и Родосом включены в охранный участок сети «Натура 2000».